# Мелани, Пьетро
Пье́тро Мела́ни (итал. и исп. Pietro Melani; 1854, Салерно — 1900, Буэнос-Айрес) — итало-аргентинский скрипач и дирижёр.

## Биография
Ученик Йозефа Иоахима. C 1881 года жил и работал в Буэнос-Айресе, первоначально как солист. Нынешний исследователь приводит любопытный эпизод из современного музыканту газетного репортажа, свидетельствующий в том числе и о его популярности: путешествуя, в сопровождении корреспондента, по аргентинской реке Лухан, Мелани неожиданно сделал остановку и на живописном пустынном берегу заиграл мелодию известной милонги, и по этому поводу журналист отмечал: «Если бы не моё восхищение его даром, подчиняющим себе все виды музыки с равным блеском, — я никогда не простил бы ему попытки исполнить злополучную милонгу».
Затем Мелани руководил собственным оркестром и одновременно стоял во главе хора Немецкого песенного общества. С участием оркестра и хора под руководством Мелани впервые были исполнены в Аргентине «Немецкий реквием» Брамса и «Stabat Mater» Дворжака. Преподавательская деятельность Мелани протекала отчасти в рамках консерватории, созданной в Буэнос-Айресе в 1893 г. Альберто Вильямсом. С оркестром под управлением Мелани дебютировал юный Эрнесто Дрангош, у Мелани занимался и другой аргентинский вундеркинд конца XIX века — Константино Гайто.